# Hôtel Matignon
Hôtel Matignon er den franske premierministers residens.
Bygningen er opført mellem 1719 – 1724 af Jacques de Matignon, prins af Monaco og den er tegnet af arkitekten Jean Mazin.
Grunden til, at man kalder det Hotel er, at bygningen er det man i Frankrig kalder et Hôtel particulier.
Til bygningen hører en 3 ha stor park, hvilket gør den til den største private have i Paris. I haven er der tradition
for, at den til enhver tid siddende premierminister planter et træ. Den eneste der ikke har gjort det er Jacques Chirac.
Bygningen er registreret som et Monument historique.